# Berglundfly
Berglundfly, Polia conspicua är en fjärilsart som beskrevs av Andreas Bang-Haas 1912. Enligt Finlands Artdatacenter är det vetenskapliga namnet istället Polia vesperugo beskriven med det namnet av Eduard Friedrich Eversmann 1856. Catalogue of Life och Natural History Museum beskriver dock P. conspicua och P. vesperugo som två olika arter. Berglundfly ingår i släktet Polia och familjen nattflyn, Noctuidae. Enligt den finländska rödlistan är arten Nära hotad (NT) i Finland medan den i Sverige är ansedd som tillfällig. Berglundfly hittades i Sverige första gången 2004 och är än så länge endast funnen i Norrbotten.  Inga underarter finns listade i Catalogue of Life.